# Хансйорг Шертенлайб
Хансйорг Шертенлайб (на немски: Hansjörg Schertenleib) е швейцарски писател, драматург и преводач, автор на романи, разкази, стихотворения и пиеси.

## Биография
Хансйорг Шертенлайб е роден през 1957 г. в Цюрих. От 1974 до 1978 г. завършва обучение за словослагател и типограф. От 1975 до 1980 г. посещава Училището по художествени занаяти в Цюрих.
Пребивава дълго в Норвегия, Дания, Виена и Лондон. През 1981 г. става писател на свободна практика.
От началото на 80-те години работи като кинокритик и музикален коментатор за различни списания. През 1992/1993 г. е драматург в Базелския театър.
През 1996 г. Шертенлайб се преселва в графство Донигал, Ирландия и решава да приеме ирландско гражданство.
От 2005 до 2015 г. живее в Ирландия и за кратко в Швейцария. След това сменя местопребиваването си между общността Зур в кантона Ааргау и американското Източно крайбрежие.
Шертенлайб е автор на проза, одобрявана от критиката заради хладно-предметния ѝ език, поезия, театрални драми и радиопиеси. Основни теми в творчеството му са теснотата на швейцарската му родина и пътуването.
Негови произведения са преведени на френски, английски, нидерландски и български.

### Романи, разкази, стихотворения
- Drei Gedichtbände in einem, 1981
- Grip, Drei Erzählungen, 1982
- Die Ferienlandschaft, Roman, 1983
- Die Prozession der Männer, Fünf Erzählungen, 1985
- Die Geschwister, Roman, 1988
- Der stumme Gast, Gedichte, 1989
- Der Antiquar, Erzählung, 1991
- Das Zimmer der Signora, Roman, 1996
- November. Rost, Gedichte, 1997
- Zeitpalast, Roman für Jugendliche, 1998
- Die Namenlosen, Roman, 2000

Безименните, изд.: Делакорт, София (2003), прев. Диана Диманова
- Schattenparadies, Roman für Jugendliche, 2001
- Von Hund zu Hund. Geschichten aus dem Koffer des Apothekers, 2001

От куче на куче: историйки от куфара на аптекаря, изд.: Делакорт, София (2004), прев. Диана Диманова
- Der Papierkönig, Roman, 2003

Хартиеният крал, изд.: Делакорт, София (2004), прев. Диана Диманова
- Der Glückliche, Novelle, Berlin 2005
- Tauchstation, Jugendroman, 2006
- Das Regenorchester, Roman, 2008

Дъждовният оркестър, изд.: Делакорт, София (2010), прев. Диана Диманова
- Cowboysommer, Roman, 2010
- Nachtschwimmer, Roman, 2012
- Wald aus Glas, Roman, 2012
- Lichtung, Strand. Gedichte aus 35 Jahren, 2015
- Jawaka, Roman, 2015

### Пиеси
- Stoffmann und Herz, 1988
- Ultima Thule
- Schilten, 1992
- Rabenland, 1993
- Mars, Nach dem gleichnamigen Buch von Fritz Zorn, 1993
- Bacon, Libretto zum Tanztheater von Ismael Ivo, 1994
- Gewölbe, Monolog, 1996[1]
- Das Loch, 1996
- Kerker
- Radio Kashmir, Komödie, 2003[2]
- Schwanen, Nach Texten von Joseph Roth,
- Grönland, Theaterstück, 2010

## Награди и отличия
- 1981: Literaturpreis von Ascona
- 1983: „Награда Конрад Фердинанд Майер“
- 1984: Förderpreis des Kantons Aargau
- 1985: „Награда Волфганг Вайраух“
- 1988: „Награда на Швейцарска Фондация „Шилер““
- 1989: Hermann-Ganz-Preis
- 1991: Ehrengabe des Kantons Zürich
- 1995: „Кранихщайнска литературна награда“
- 1998: Stadtschreiber-Stipendium in Minden
- 1999: Werkjahr der Stiftung Pro Helvetia
- 2001: Ehrengabe der Stadt Zürich
- 2003: ndl-Literaturpreis
- 2005: Werkjahr der Stiftung Pro Helvetia
- 2006: Hörspielpreis der Stiftung Radio Basel für Liebeszeugs
- 2007: Max-Kade-Writer-in-Residence am Massachusetts Institute of Technology, Boston
- 2009: Writer-in-Residence in Cape Town